# موازي تلقائي
موازي تلقائي أو مسدد تلقائي (بالإنجليزية: Autocollimator) هو جهاز بصري لقياس الزوايا الصغيرة .

## طريقة عمله

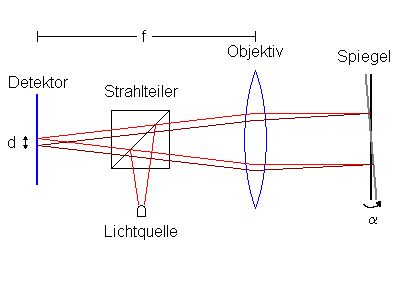
طريقة عمل الموازي التلقائي لقياس زاوية صغيرة.

يستطيع المسدد التلقائي قياس اختلافات زاوية الأشياء. ولغرض القيام بالقياس تثبت مرآة مستوية على الشيء لعكس الضوء . ويوجد في جهاز المسدد التلقائي مصدر للضوء ينتج شعاعا ضوئيا يوجه نحو المرآة . ينعكس شعاع الضوء على المرآة ويعود ليتركز ويسقط على مكشاف . وعندما يميل الشيء وتميل المرآة المثبتتة عليه تتحرك نقطة التقاء الاشعة على المكشاف .
بمساعدة تلك الإزاحة الحادثة {\displaystyle d} والبعد البؤري {\displaystyle f} للعدسة المستخدمة يمكم تعيين زاوية ميل {\displaystyle \alpha } المرآة بدقة.
العلاقة بين تلك الاحداثيات هي أن ظل الزاوية {\displaystyle \tan(\alpha )} يكون مساويا تقريبا للزاوية {\displaystyle \alpha } نفسها، نظرا لصغر الزاوية . وتنطبق المعادلة في حالة أن تكون زاوية الميل صغيرة :
{\displaystyle \alpha =\arctan \left({\frac {d}{2f}}\right)\approx {\frac {d}{2f}}}
يستخدم مكشاف مثل مكشاف سي سي دي أو مكشاف بي إس دي لهذا الغرض ويزود به جهاز الموازي التلقائي. كما توجد أجهزة موازيات تلقائية تقيس بطريقة تناظرية عليها تقسيمات يمكن قراءتها مباشرة - بدلا من العداد الذي يعطي القراء بالأرقام .
كما نرى في الشكل يزود الموازي التلقائي بمقسم الأشعة (Strahlteiler = Beam splitter) عبارة عن مرآة نصف عاكسة، يعمل على توجيه جزء من الأشعة الساقطة من المصدر الضوئي إلى المرآة . وبعد انعكاس الشعاع على المرآة يعود ويسقط على المرآة النصف شفافة ويتعداها إلى المكشاف . هذا يمنع تداخل اشعة المصباح المباشرة مع الشعاع المنعكس من المرآة.

## اقرأ أيضا
- مسدد
- مطيافية
- مكشاف موضع ضوئي
- مطياف زمن الطيران